# Producció musical
La producció musical és el procés que crea, grava, edita i finalitza una peça musical per a, més endavant, fer-la accessible al públic. Aquest procediment avui en dia està molt lligat a la tecnologia.En l'àmbit musical, la producció és la part més essencial , la qual se sotmet a múltiples etapes tècniques i creatives des de la melodia principal, fins a la masterització o l'enregistrament de la peça final.El productor o productora musical té un paper essencial, ja que és qui s'encarrega de dur a terme tot el procés, ajudant a coordinar els músics, dirigint la guia artística i supervisant tots els aspectes sonors de la peça fins a la perfecció.

## Història
La producció musical té les seves arrels a finals del segle XIX, amb la invenció del fonògraf per Thomas Edison. Des de la primera gravació d'àudio reconeguda fa més de 160 anys, fins ara, ha canviat molt.
Amb els primers estudis musicals, els quals eren una sala simple, sense tecnologia. On els músics gravaven d'una sola vegada la peça sencera, sense possibilitats d'edició, per el qual només per un petit error, s'havia de tornar a gravar la peça des de zero. (5) Tot i això, han evolucionat molt ràpidament. Implementant la tecnologia, en micròfons, instruments, bases de mescla i edició… fins a la producció que coneixem avui en dia, molt lligada a la tecnologia i més accessible que mai.
Una etapa essencial per a la seva evolució va ser a partir del 1970, on es va fer el gran canvi a la gravació i edició digital i on també es va implementar el mutlitrack. Més endavant, a inicis dels anys 2000, amb l'aparició de l'internet, la producció musical es va sotmetre a molts canvis. Com la implementació de nous programes i instruments digitals, el que va fer que amb un simple ordinador poguessis arribar molt lluny.

## Material tècnic
La majoria dels productors musicals, utilitzen moltes eines i material lligat a la tecnologia, el qual és essencial per a dur a terme la peça final. El més important, és el software o programa digital que s'usa per a la composició de la peça, el qual permet afegir múltiples pistes de so on fer les melodies, efectes de so o veus.
Les eines que s'usen més habitualment en l'àmbit professional de la producció musical solen ser micròfonsper a les veus, teclats externs, instruments digitals, altaveus, taula de mescla… Tots aquests en base d'un ordinador.